# Coppa Italia 1983-1984 (hockey su pista)
La Coppa Italia 1983-1984 è stata la 17ª edizione della principale coppa nazionale italiana di hockey su pista. La competizione è iniziata il 15 ottobre 1983 e si è conclusa il 14 aprile 1984.
Il trofeo è stato conquistato dal Monza per la seconda volta nella sua storia.

## Formula
La formula di questa edizione prevedeva un gruppo con squadre di Serie A1 e un gruppo con squadre di Serie A2. Le vincitrici dei due gruppi hanno disputato la finale.

## Risultati

### Gruppo Serie A1

#### Primo turno
Le gare di andata vennero disputate il 15 ottobre mentre le gare di ritorno vennero disputate il 19 ottobre 1983.
| Squadra 1      | Totale | Squadra 2       | Andata | Ritorno |
| -------------- | ------ | --------------- | ------ | ------- |
| Amatori Modena | 4 - 14 | Castiglione     | 2 - 9  | 2 - 5   |
| Bassano        | 9 - 8  | Reggiana        | 2 - 3  | 7 - 5   |
| Follonica      | 8 - 5  | Forte dei Marmi | 3 - 1  | 5 - 4   |
| Monza          | 12 - 5 | Seregno         | 5 - 2  | 7 - 3   |
| Novara         | 8 - 5  | Roller Monza    | 4 - 2  | 4 - 3   |
| Trissino       | 2 - 12 | Pordenone       | 1 - 6  | 1 - 6   |

- Amatori Lodi e  Amatori Vercelli direttamente qualificate ai quarti di finale.

#### Quarti di finale
Le gare di andata vennero disputate il 18 gennaio mentre le gare di ritorno vennero disputate il 25 gennaio 1984.
| Squadra 1        | Totale | Squadra 2   | Andata | Ritorno |
| ---------------- | ------ | ----------- | ------ | ------- |
| Amatori Lodi     | 7 - 15 | Monza       | 4 - 6  | 3 - 9   |
| Amatori Vercelli | 13 - 3 | Novara      | 6 - 1  | 7 - 2   |
| Bassano          | 9 - 5  | Pordenone   | 6 - 4  | 3 - 1   |
| Follonica        | 5 - 6  | Castiglione | 3 - 4  | 2 - 2   |

#### Semifinali
Le gare di andata vennero disputate l'8 febbraio mentre le gare di ritorno vennero disputate il 22 febbraio 1984.
| Squadra 1   | Totale | Squadra 2        | Andata | Ritorno |
| ----------- | ------ | ---------------- | ------ | ------- |
| Bassano     | 8 - 11 | Amatori Vercelli | 4 - 5  | 4 - 6   |
| Castiglione | 4 - 8  | Monza            | 1 - 4  | 3 - 4   |

#### Finale
| Biassono 14 marzo 1984 Finale di andata | Monza | 5 – 2 | Amatori Vercelli |  |

| Vercelli 28 marzo 1984 Finale di ritorno | Amatori Vercelli | 3 – 4 | Monza |  |

### Gruppo Serie A2

#### Primo turno
Le gare di andata vennero disputate il 15 ottobre mentre le gare di ritorno vennero disputate il 19 ottobre 1983.
| Squadra 1          | Totale  | Squadra 2         | Andata | Ritorno |
| ------------------ | ------- | ----------------- | ------ | ------- |
| Salerno            | 5 - 9   | AFP Giovinazzo    | 1 - 2  | 4 - 7   |
| Prato Primavera    | 11 - 4  | Mens Sana Siena   | 9 - 1  | 2 - 3   |
| Sporting Viareggio | 10 - 6  | CGC Viareggio     | 6 - 4  | 4 - 2   |
| Triestina          | 13 - 10 | Goriziana         | 4 - 1  | 9 - 9   |
| Thiene             | 7 - 8   | Marzotto Valdagno | 4 - 2  | 3 - 6   |
| Tricolore          | 7 - 10  | Laverda Breganze  | 4 - 6  | 3 - 4   |

#### Quarti di finale
Le gare di andata vennero disputate il 29 ottobre mentre le gare di ritorno vennero disputate il 1 novembre 1983.
| Squadra 1          | Totale | Squadra 2        | Andata | Ritorno |
| ------------------ | ------ | ---------------- | ------ | ------- |
| AFP Giovinazzo     | 6 - 10 | Prato Primavera  | 4 - 3  | 2 - 7   |
| Sporting Viareggio | 4 - 8  | Laverda Breganze | 1 - 4  | 3 - 4   |
| Marzotto Valdagno  | 26 - 5 | Triestina        | 15 - 2 | 11 - 3  |

- AFP Giovinazzo ripescato in qualità di squadra eliminata che ha segnato il maggior numero di reti nel totale dei due incontri.

#### Semifinali
Le gare di andata vennero disputate l'8 febbraio mentre le gare di ritorno vennero disputate il 22-23 febbraio 1984.
| Squadra 1         | Totale | Squadra 2        | Andata | Ritorno |
| ----------------- | ------ | ---------------- | ------ | ------- |
| Marzotto Valdagno | 5 - 8  | AFP Giovinazzo   | 4 - 3  | 1 - 5   |
| Prato Primavera   | 7 - 1  | Laverda Breganze | 3 - 1  | 4 - 0   |

#### Finale
| Prato 14 marzo 1984 Finale di andata | Prato Primavera | 5 – 3 | AFP Giovinazzo |  |

| Giovinazzo 28 marzo 1984 Finale di ritorno | AFP Giovinazzo | 6 – 3 | Prato Primavera |  |

### Finale A1 - A2
| Castiglione della Pescaia 14 aprile 1984 | Monza | 6 – 1 | AFP Giovinazzo |  |

## Campioni
| Vincitore della Coppa Italia 1983-1984 |
| -------------------------------------- |
| Monza 2º titolo                        |